# 家庭作业 (蠢朋克专辑)
《家庭作业》（英語：Homework）是法国电子音乐二人组蠢朋克的首张录音室专辑，由维京唱片和索玛唱片于1997年1月20日发行。该专辑后来于1997年3月25日在美国发行。作为二人与大型唱片公司合作的第一个项目，他们制作了专辑中的曲目但没有计划发行它们，但在最初考虑将它们作为单独的单曲发行后，他们认为这些材料已经足够好而制作一张专辑。据蠢朋克成员托马·班高尔特称，专辑名称指的是该专辑是在家里廉价、快速地录制。
《家庭作业》的成功引起了全世界对法国浩室音乐的关注重视。这张专辑在14个国家上榜，在法国专辑榜上排名第3，在美国《公告牌》二百强专辑榜排名第150名，在英国专辑榜上排名第8。其中Da Funk和Around the World成为美国《公告牌》热舞俱乐部表演排名第一的单曲，后者在《公告牌》百强单曲榜上排名第61位。 截至2001年2月，该专辑在全球已售出超过200万张，并获得多项金认证和白金认证。这张专辑被誉为法国浩室的经典之作，并对舞曲音乐产生了重大影响。

## 背景与录制
1993年，由托马·班高尔特和居伊-曼努埃尔·德奥梅姆-克里斯托组成的蠢朋克乐队向巴黎迪士尼乐园度假区的一次狂欢派对上向DJ Stuart Macmillan展示了他们的音乐演示。磁带的内容，包括曲目Alive，于1994年4月11日在单曲The New Wave中发行，由索玛唱片公司发行，该公司是一家苏格兰科技舞曲和浩室音乐唱片公司，由乐队Slam成员麦克米伦（MacMillan）于1991年共同创立。1995年，蠢朋克在索玛唱片上发行了Da Funk和Rollin' & Scratchin'。
这些单曲的流行导致唱片公司之间展开竞价战。蠢朋克于1996年与维京唱片公司签约。
索玛唱片公司的经纪人理查德·布朗（Richard Brown）说：“我们很遗憾他们被维京唱片公司抢走了，但他们也有机会大展宏图，这也是他们想要的，一支乐队在发行两首单曲后就获得这样的机会并不常见。我们为他们感到高兴。”1996年，即发行《家庭作业》的前一年，维京唱片重新发行了Da Funk，B面为Musique。班高尔特后来表示，B面“从未打算收录在专辑中，事实上，〈Da Funk〉作为单曲的销量比《家庭作业》要多，所以拥有它的人比收录在专辑中的人要多。（原文如此）它基本上是用来使单曲成为双特色歌曲的。”这张专辑在蠢朋克位于巴黎的工作室（Daft House）进行混音和录制，并由尼莱什·帕特尔（Nilesh Patel）在伦敦工作室the Exchange（直译：交换）进行母带制作。
班高尔特表示：“要自由，我们必须掌控一切。要掌控一切，我们必须自己筹备资金。主要思想就是自由。”蠢朋克与Da Funk音乐视频的导演斯派克·琼兹讨论了他们的方法，琼兹说：“他们所做的一切都是按照他们想要的方式去做。而不是‘哦，我们签约了这家唱片公司，我们必须使用他们的计划。’他们希望确保自己永远不会做任何让他们对创作音乐感到沮丧的事情。”尽管维京唱片拥有其作品的独家发行权，但蠢朋克通过其Daft Trax唱片公司拥有其母带录音。

## 音乐组成
蠢朋克制作《家庭作业》中的曲目时并没有计划发行专辑。班高尔特说：“我们在五个月的时间里创作了这么多曲目，然后意识到我们制作了一张好专辑。”他们按顺序排列歌曲，以覆盖双碟黑胶唱片的四面。霍曼-克里斯托表示：“我们没有设定主题，因为所有曲目都是在我们安排专辑顺序之前录制的。我们的想法是通过这种方式安排歌曲，让歌曲变得更好；让专辑更加均衡。”班高尔特解释道，专辑名称《家庭作业》与“我们在家里制作唱片的事实有关，制作成本非常低，制作速度非常快，而且很自发，我们试图做一些很酷的事情”。
Daftendirekt是在比利时根特录制的现场表演的摘录。它是蠢朋克现场表演的介绍，并用于开始整张专辑。此次演出于1995年11月10日在首届I Love Techno音乐活动上举行，该活动由Fuse和On the Rox联合举办。《家庭作业》的下首曲目WDPK 83.7 FM是对美国调频广播电台的致敬。下一首歌曲Revolution 909是对法国政府对舞曲立场的反思。Revolution 909之后是Da Funk，它带有放克和酸音乐的元素。据博卡拉顿新闻的安德鲁·阿施（Andrew Asch）报道，这首歌的作品“依靠有弹性的放克吉他来传达其愚蠢的乐趣信息”。班高尔特表示，《Da Funk》的主题涉及引入一种简单、不寻常的元素，这种元素随着时间的推移变得可以接受而且打动人心。《偏锋杂志》的萨尔·辛克马尼（Sal Cinquemani）称赞这首歌“不屈不挠”，《Consumable Online》的鲍勃·加亚斯基（Bob Gajarsky）称其音乐为“具有时尚的风格（大指Good Times歌曲，除去人声时的贝斯音）和与美国迪斯科乐队Chic在20世纪90年代电子音乐形式上的美丽会议”。
Phoenix融合了福音音乐和浩室音乐的元素。蠢朋克认为Fresh曲风轻快且结构喜感。Around the World受到了格申·金斯利的热门歌曲爆米花的影响。BBC音乐的克里斯·鲍尔 (Chris Power) 将其称为“十年来最吸引人的单曲之一”。他表示，这是“蠢朋克音乐最容易理解的完美典范：后迪斯科布吉贝斯线、极简主义合成键盘的旋律和单一、令人难忘的副歌”。
Teachers是帕里斯·米切尔 (Parris Mitchell) 的歌曲Ghetto Shout Out！！的一段即兴重复，于1995年在美国芝加哥唱片公司Dance Mania上发行。这首歌曲也是对蠢朋克的几位浩室音乐影响者的致敬，包括在未来的合作者Romanthony、DJ Sneak和托德·爱德华兹。Oh Yeah以DJ Deelat和DJ Crabbe为特色。Indo Silver Club以卡伦·杨的Hot Shot为特色。最后一首曲目Funk Ad是Da Funk的反向倒放剪辑。

## 艺术与包装
封面和内封的艺术作品由蠢朋克构思，并由艺术家兼电影制片人尼古拉斯·希迪罗格鲁（Nicolas Hidiroglou）拍摄。他通过维京唱片的认识了二人搭档并回忆说他花了一周的时间才完成了该图案的设计。德奥梅姆-克里斯托此前曾设计了“Daft Punk”的文字商标，并以此为基础将徽标的正面图案绣在绸缎夹克的背面。 该标志的变体成为蠢朋克所有录音室专辑的封面图像，直到2013年《超时空记忆》为止。
为了制作封套内页照片，班高尔特在家中的桌子上摆放了各种代表曲目标题的物品。他指出，许多纪念品都反映了蠢朋克的所受影响，包括：一盘DJ Funk录音带；一张印有海滩男孩标志的卡片；一张接吻乐团（Kiss）巡回演唱会海报；以及一张20世纪70年代以巴瑞·曼尼洛为特色的合辑。其他纪念品包括来自Rex Club的代币，这是蠢朋克首次以DJ身份在巴黎演出的场地。桌子后面的墙上有一张霍曼-克里斯托作为二人组的第一支乐队Darlin'成员演唱的照片，Darlin'乐队标志旁边是霍曼-克里斯托小时候的肖像。
专辑内页中的二人黑白照片由菲利普·莱维（Phillppe Lévy）拍摄。该视频是在1996年威斯康星州举行的名为Even Furthur的活动期间拍摄的，该活动是蠢朋克在美国首次现场表演。附加艺术品和专辑布局由塞尔吉·尼古拉斯（Serge Nicholas）完成。

## 发布
首支单曲《Alive》被收录于1994年4月发行的单曲《The New Wave》的B面。下一支单曲《Da Funk》最初于1995年由索玛唱片发行，并于1997年1月由维京唱片重新发行，该歌曲是蠢朋克在《公告牌》舞曲夜店歌曲榜上的第一首冠军单曲，在英国和法国歌曲排行榜上排名第七。第三首单曲《Around the World》是蠢朋克在《公告牌》舞曲榜上的第二首冠军单曲，并在澳大利亚排名第11位，在英国排名第5位，在《公告牌》百强单曲榜上排名第61位。
第四首单曲《Burnin'》于1997年9月发行，在英国排名榜第30位。最后一首单曲《Revolution 909》于1998年2月发行，在英国排名第47位，《公告牌》舞曲夜店歌曲榜上排名第12位。在收录到《家庭作业》之前，《Indo Silver Club》已作为单曲分两部分由索玛品质唱片公司发行。该单曲的包装上制作人员没有艺术家姓名，人们认为它是由不存在的制作人Indo Silver Club创作的。
1999年，蠢朋克以《D.A.F.T.：关于狗、机器人、消防员和西红柿的故事》为名发行了收录专辑中曲目和单曲的音乐视频的合集。虽然其标题取自视频中出现的狗（《Da Funk》和《Fresh》）、机器人（《Around the World》）、消防员（《Burnin'》）和番茄（《Revolution 909》），但其各个片段之间并没有连贯的情节。

### 销量
蠢朋克希望大多数唱片都印在黑胶唱片上，因此最初只以激光唱片（CD）格式印制了5万张专辑。发行后，为了满足需求，专辑生产速度加快。《家庭作业》在35个国家发行，在《公告牌》二百强专辑榜上排名第150位。1997年4月27日，它登上澳大利亚专辑榜，并在那里保持了八周，排名第37位。在法国，它排名第三，并在榜单上停留了82周。到1997年10月，《家庭作业》在全球已售出22万张。1999年，它在法国获得金唱片认证，销量超过10万张。2001年7月11日，它在美国获得金唱片认证，销量为50万张。根据维京唱片公司的数据，截至2001年2月，该专辑已售出200万张。截至2007年9月，美国已售出605,000张。

## 评论
| 評論得分             | 評論得分                        |
| 來源                 | 評分                            |
| -------------------- | ------------------------------- |
| AllMusic             | [ 33 ]                          |
| 羅伯特·克里斯特高    | [ 34 ]                          |
| 《流行音乐百科全书》 | [ 35 ]                          |
| 《娱乐周刊》         | B+                              |
| 《卫报》             | [ 37 ]                          |
| 《洛杉矶时报》       | [ 38 ]                          |
| 《Muzik》            | 10/10                           |
| 《新音乐快递》       | 7/10                            |
| 《Pitchfork》        | 7.6/10 (1997年) 9.2/10 (2018年) |
| 《Q》                | [ 43 ]                          |

《娱乐周刊》的大卫·布朗（David Browne）将《家庭作业》描述为“俏皮、嘻哈的氛围电子乐”，并称其为“机器人的理想迪斯科”。《Drop-D》杂志的达伦·高尔（Darren Gawle）写道：“《家庭作业》是几个DJ的作品，听起来最具有业余水平。”《村声》的羅伯特·克里斯特高（Robert Christgau）将《Da Funk》评为“精选集”，指出“专辑中的一首好歌不值得你花时间和金钱去听”。《偏锋杂志》的萨尔·辛奎马尼（Sal Cinquemani）写道：“虽然有些曲目显得有些愚蠢而非精妙”，但《Da Funk》启发了像雪崩乐队（The Avalanches）这样的乐队。AllMusic的肖恩·库珀（Sean Cooper）称这张专辑“几乎肯定会成为经典”。
2003年，《Pitchfork》将《家庭作业》评为20世纪90年代第65大专辑。在2004年的《滚石杂志专辑指南》中，道格拉斯·沃尔克（Douglas Wolk）给《家庭作业》打了三等奖（满分五等奖），他写道：“这对二人组至关重要的、决定职业生涯的见解是，迪斯科第一次出现的问题不是它愚蠢，而是它不够愚蠢”。在 2005 年出版的《1001张你死前必听的专辑》一书中，亚历克斯·雷纳（Alex Rayner）写道，《家庭作业》将成熟的音乐俱乐部风格与大节拍的“蓬勃发展的折衷主义”结合在一起，并证明“舞曲不仅仅是药丸和键盘预设”。《手写笔杂志》的伊恩·马瑟斯（Ian Mathers）写道：“《家庭作业》中隐藏着无可挑剔的经典作品，这些作品仅仅隐藏在优秀作品之中，而当你看到如此经典的处女作隐藏在他们史诗般拙劣的处女作的轮廓中时，很难不感到沮丧。”
2009年，IGN的布莱恩·林德（Brian Linder）称《家庭作业》是“突破性的成就”，称赞其将浩室、科技舞曲、酸性音乐元素和朋克完美结合。2010年，BBC音乐的克里斯·鲍尔（Chris Power）在评论《家庭作业》时，将《家庭作业》中“少即是多”的压缩方式比作对“激发蠢朋克年轻时迷恋”频率调制电台的“声音致敬”。2011年，eMusic的Hua Hsu称赞《家庭作业》带来了“发现和探索的感觉”，是“多年来对最优秀的浩室音乐、科技舞曲、电子乐和嘻哈唱片的精心研究”的成果。同年10月，《新音乐快递》将《Around the World》评为过去15年来第21佳曲目。2012年，《Clash》（直译：冲突）将《家庭作业》描述为“分裂主流边缘的新兴运动”的切入点。
2012年，《滚石》将《家庭作业》评为有史以来最伟大的 电子舞曲专辑，称其为“纯粹的唤醒神经传导辉煌之美”。2018年，在《Pitchfork》的第二篇评论中，拉里·菲茨莫里斯（Larry Fitzmaurice）给出了9.2分（满分10分），他写道：“《家庭作业》在蠢朋克的曲目中依然独树一帜，这张唱片也为二人组的职业生涯奠定了基础，直到今天——一张巨大的成功，并且仍在继续上升到流行音乐的标志性的专辑，建立在魔术般的能力之上，将舞曲的过去扭曲成看似未来的东西。”《家庭作业》的成功让全世界关注法国浩室音乐。据《村声》的斯科特·伍兹（Scott Woods）称，这张专辑复兴了浩室音乐，脱离了欧陆舞曲的模式，“[撕开了][创意]下水道的盖子”。

## 25周年版本
2022年2月22日，解散一年后，蠢朋克更新了他们的社交媒体频道，发布了神秘帖子，将粉丝引导至新创建的Twitch帐户。在协调世界时间下午2点22，二人组在开始在玛雅剧院举行蠢朋克1997年现场巡回演唱会完整演出的直播，仅此一次。与此同时，蠢朋克发布了《家庭作业》的25周年纪念扩展版。它包括DJ Sneak、Masters at Work（直译：大师在职）、托德·特里、Motorbass（直译：摩托贝斯）、Slam（直译：猛击）和伊恩·普利的混音。这些混音也同时作为单独的混音专辑《家庭作业》发行，并于2022年11月25日发行实体专辑。

## 曲目列表
| 曲序     | 曲目                                   | 时长  |
| -------- | -------------------------------------- | ----- |
| 1.       | Daftendirekt                           | 2:45  |
| 2.       | WDPK 83.7 FM                           | 0:28  |
| 3.       | Revolution 909（革命909）              | 5:26  |
| 4.       | Da Funk                                | 5:30  |
| 5.       | Phoenix（凤凰）                        | 4:57  |
| 6.       | Fresh（新鲜）                          | 4:03  |
| 7.       | Around the World（环游世界）           | 7:10  |
| 8.       | Rollin' & Scratchin'（罗林和斯克拉钦） | 7:28  |
| 9.       | Teachers（教师）                       | 2:53  |
| 10.      | High Fidelity（高度忠贞）              | 6:03  |
| 11.      | Rock'n Roll（摇滚）                    | 7:33  |
| 12.      | Oh Yeah（欧耶）                        | 2:03  |
| 13.      | Burnin'（燃烧）                        | 6:53  |
| 14.      | Indo Silver Club（印度银俱乐部）       | 4:35  |
| 15.      | Alive（活着）                          | 5:15  |
| 16.      | Funk Ad                                | 0:51  |
| 总时长： | 总时长：                               | 73:53 |

## 排行榜
| 年份 (1997年)                             | 最高排名 |
| ----------------------------------------- | -------- |
| 澳大利亞（ARIA專輯榜）                    | 37       |
| 挪威（VG-lista專輯榜）                    | 40       |
| 紐西蘭（RMNZ專輯榜）                      | 8        |
| 荷蘭（MegaCharts專輯榜）                  | 25       |
| 奧地利（奧地利Ö3專輯榜）                  | 34       |
| 比利時法蘭德斯（Ultratop專輯榜）          | 7        |
| 比利時瓦隆（Ultratop專輯榜）              | 9        |
| 加拿大（《告示牌》Canadian Albums Chart） | 15       |
| 芬蘭（Suomen virallinen lista專輯榜）     | 34       |
| 法國（SNEP專輯榜）                        | 3        |
| 瑞典（Sverigetopplistan專輯榜）           | 16       |
| 英國（OCC專輯榜）                         | 8        |
| 美国（《告示牌》200）                     | 150      |

| 年份 (1997年)                      | 排名 |
| ---------------------------------- | ---- |
| Belgian Albums (Ultratop Flanders) | 38   |
| Belgian Albums (Ultratop Wallonia) | 38   |
| Dutch Albums (Album Top 100)       | 95   |
| European Albums (Music & Media)    | 68   |
| French Albums (SNEP)               | 24   |
| New Zealand Albums (RMNZ)          | 22   |

## 音乐销量认证
| 地區                                  | 认证    | 认证单位/销量 |
| ------------------------------------- | ------- | ------------- |
| 比利时（比利時唱片音樂協會）          | 白金    | 50,000*       |
| 加拿大（加拿大音乐协会）              | 2× 白金 | 200,000^      |
| 法国（法國唱片出版業公會）            | 白金    | 300,000*      |
| 荷兰（荷蘭音像製品製作與進口協會）    | 金      | 50,000^       |
| 新西兰（新西兰唱片音乐协会）          | 白金    | 15,000^       |
| 英国（英国唱片业协会）                | 白金    | 345,009       |
| 美国（美國唱片業協會）                | 金      | 674,000       |
| *僅含認證的實際銷量 ^僅含認證的出貨量 |         |               |